# Union des Métiers de Bouche Africains
L'Union des métiers de bouche africains est une association ayant pour but de promouvoir les activités lié à la restauration afro-caribéens,.